# Nikon

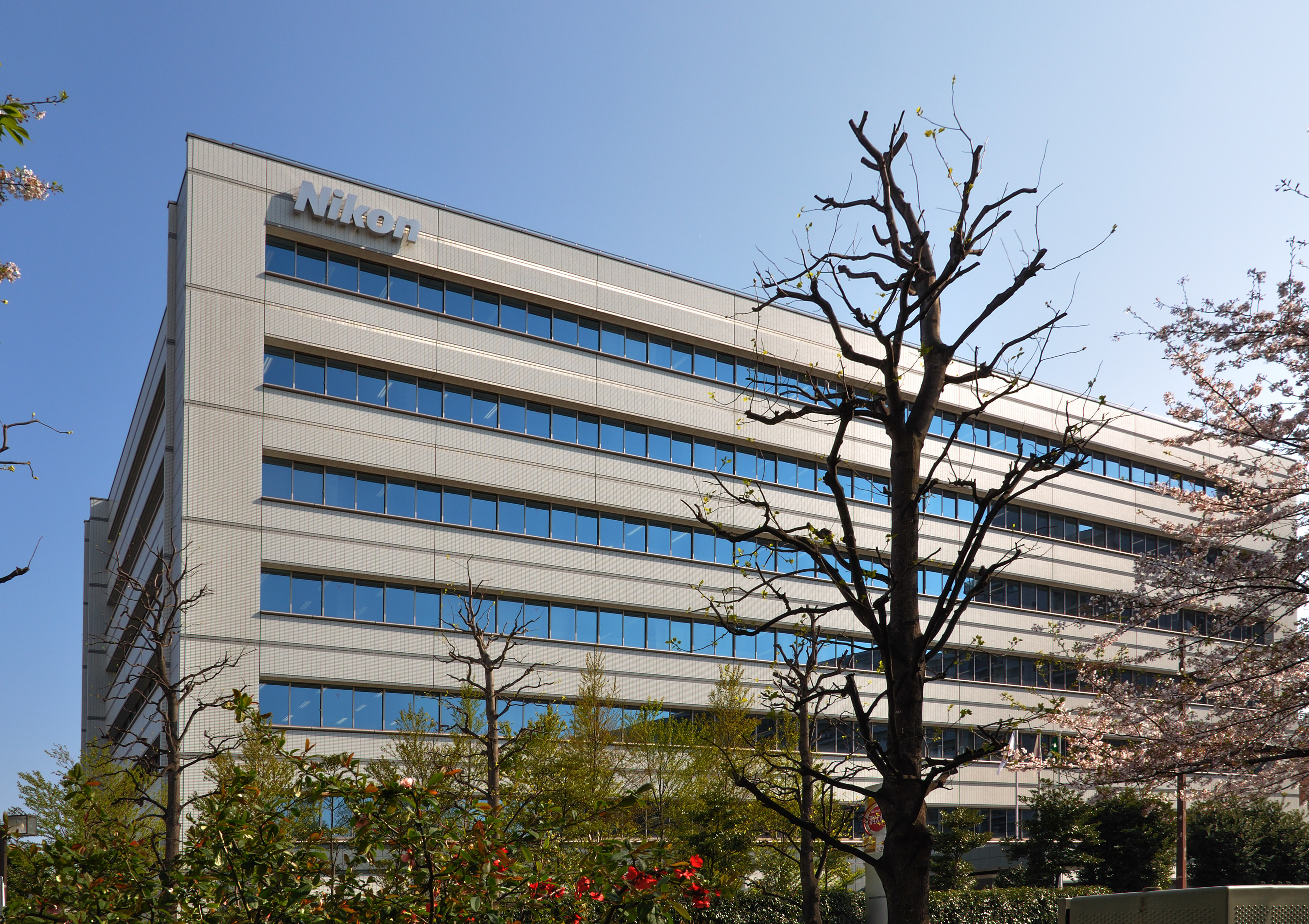
Одна з будівель штаб-квартири компанії

Корпорація Nikon (株式会社ニコン Kabushiki-gaisha Nikon) — японська компанія, що спеціалізується на виробництві оптики, оптичних приладів та електронних пристроїв для обробки зображень. Продукція компанії — фотокамери, біноклі, мікроскопи, вимірювальне обладнання тощо. Корпорація заснована в 1917 році як Nippon Kōgaku Kōgyō (日本光学工業株式会社 «Japan Optical Industries»). 1988 року компанію було перейменовано на Nikon Corporation, а разом із тим і бренд, під яким виходили нові фотокамери. Nikon — одна з найбільших компаній Mitsubishi Group.
Назва Nikon, яку датують 1946 роком, є поєднанням імені й прізвища засновника компанії Nippon Kōgaku (日本光学: «Japan Optical») та імітацією Zeiss Ikon. Вимовляють Nikon у різних кутках світу по-різному. Японці кажуть /nikoɴ/, у Сполучених Штатах /ˈnaɪkɒn/ та /ˈnɪkɒn/. В Україні здебільшого промовляють /ˈnɪkɒn/.
Найпопулярніші вироби компанії — об'єктиви для фотокамер Nikkor, (сконструйовані для власного стандарту дзеркальних (SLR) камер, із використанням байонетного з'єднання «Nikon F»), підводні фотокамери Nikonos, лінійка F професійних SLR-фотокамер Nikon для 135-ти міліметрової плівки і серія D цифрових SLR-фотокамер. Для створення цифрових зображень Nikon дві лінійки аматорських Coolpix та напівпрофесійних фотокамер, лінійку фотокамер системи DSLR, як-от Nikon D300, D80, D60 і D40 та лінійку професійних DSLR, представлену камерами серій D2, D3.
Основними конкурентами Nikon на ринку фотокамер є Canon, Sony, Olympus, Pentax, Fujifilm та Kodak.

## Історія
Корпорацію Nikon було засновано в 1917 році шляхом злиття трьох провідних виробників оптики і утворення єдиної компанії, відомої як Nippon Kōgaku Kōgyō. Штат працівників становив близько 200 осіб. 

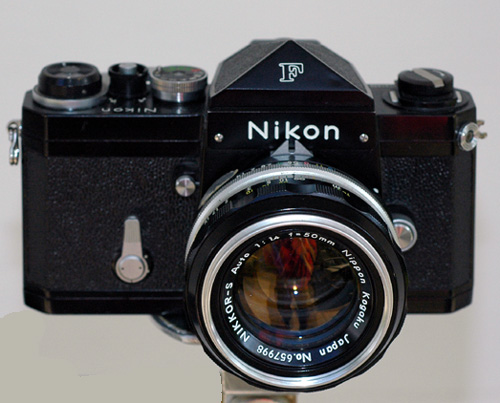
Nikon F (1959—1972)

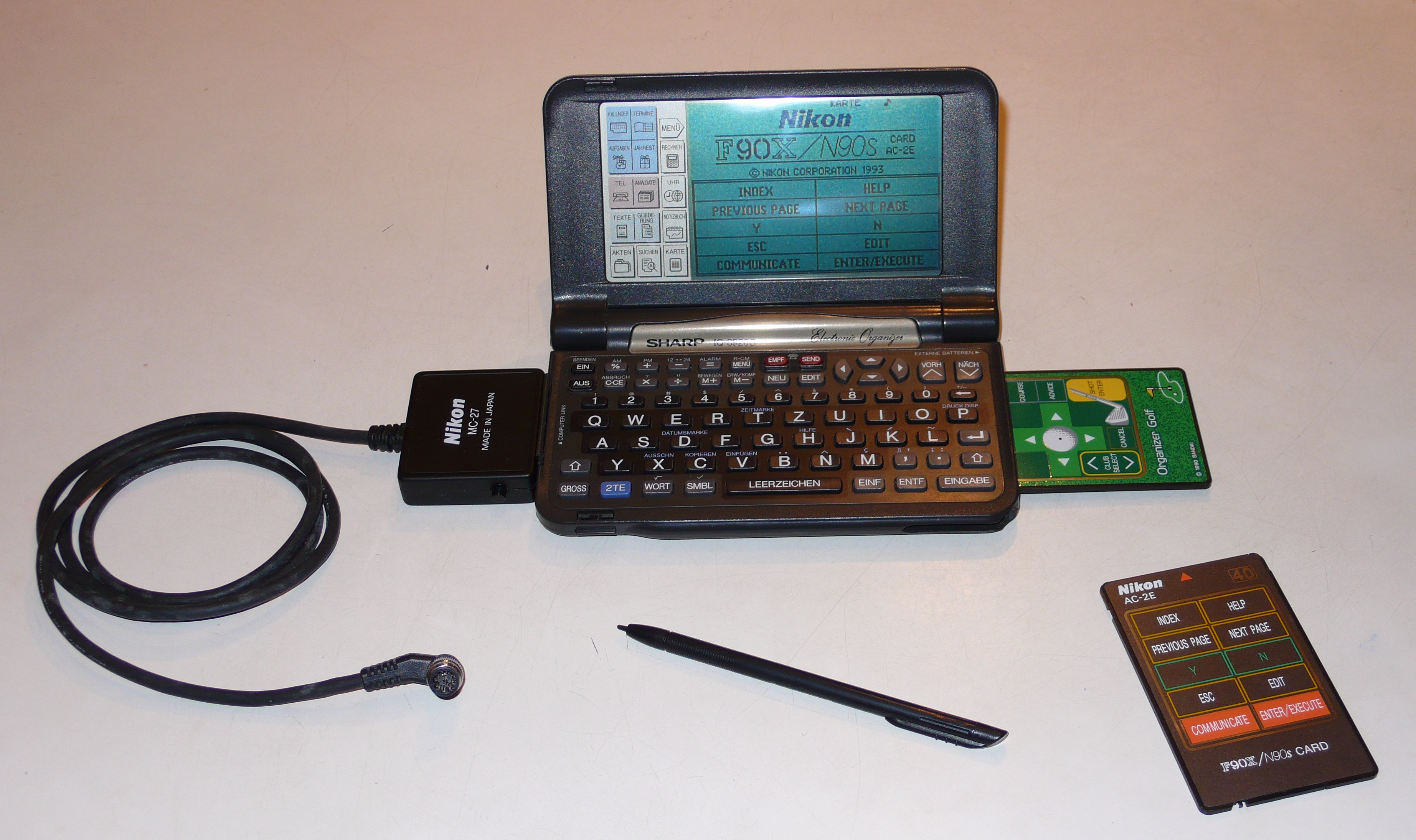
Nikon AC-2E Data Link System (1993)

У 1921 році компанія випустила дві моделі малогабаритних 4- і 6-призменних телескопів.
У січні 1921 року відбулась важлива для компанії подія: на фірму прибули двоє німецьких інженерів із п'ятирічними контрактами. Згодом один із них, Генріх Ахт (Heinrich Acht), продовжив контракт до 1928 року. Саме ним були розроблені основні прототипи об'єктивів для різноманітних застосувань, у тому числі — прототип об'єктиву F = 50 см f/4,5 FLIEGER для аерофотозйомки.
У 1925 році компанія почала випуск лінійки мікроскопів JOICO.
Після Генріха Ахта розробку об'єктивів очолив Сунояма Какуно. У 1929 році він покращив раніше розроблений Архом об'єктив 50 см f/4,8 і назвав його Trimar. У тому ж році він випустив інший об'єктив Anytar 12 см f/4,0 для фотокамер формату 6 × 9 (об'єктив створений на базі аналога Carl Zeiss Tessar).
У 1930 році мікроскопи компанії починають випускати під новою торговельною маркою — Nicco.
У 1933 році Nippon Kogaku K.K. випускає перші об'єктиви для форматних фотокамер Nikkor.
У липні-червні 1937 року завершена розробка серії об'єктивів Nikkor 50 мм f/4,5, f/3,5 та f/2,0, які згодом встановлювались на фотокамери Hansa Canon. Практично всі фотокамери компанії Canon (теперішнього головного конкурента Nikon на ринку фотокамер) до середини 1947 року оснащувались об'єктивами Nikkor. І лише перед початком випуску першої фотокамери власного виробництва (Nikon 1), компанія Nikon припиняє постачання об'єктивів фірмі Canon.
У той час основною метою компанії було забезпечення імперських військ Японії високоякісною військовою оптикою. І хоч до спектра виробів окрім спеціальної військової оптики входило велике число мікроскопів, телескопів, біноклів, обладнання для топозйомки, оптичних вимірювальних пристроїв для науки і виробництва, цивільний замовник для компанії не був головним. Протягом Другої світової війни компанія збільшує потужності і вже складається із 19 заводів-філій, на яких працює 23 000 працівників. У цей період компанія виробляє об'єктиви, біноклі, приціли бомбардувальних пристроїв і перископи для військової галузі. Після закінчення війни корпорація продовжує випускати продукцію виключно для цивільного сектору потужностями усього одного заводу, кількість працівників якого становить 1400. 

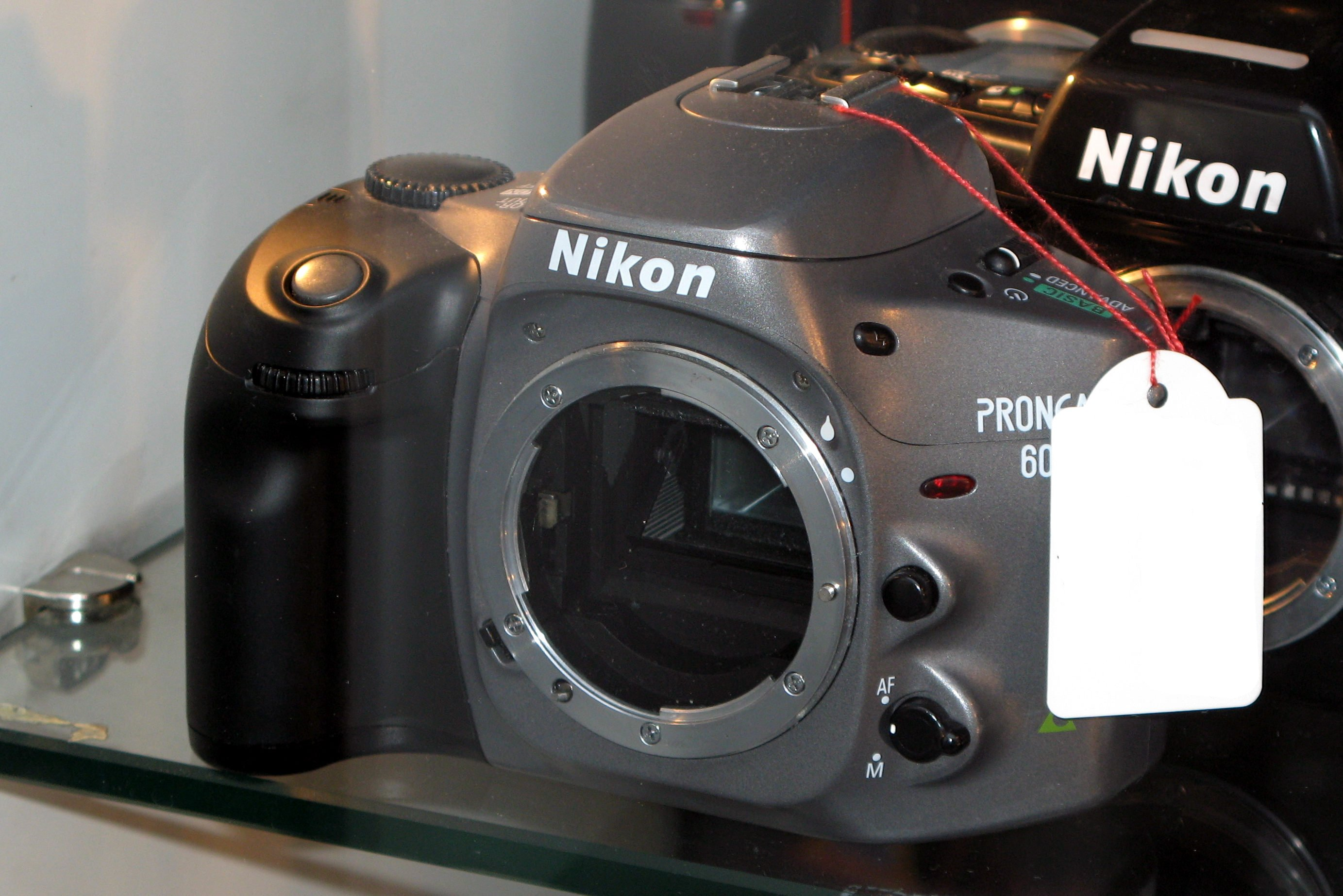
Nikon Pronea 600i

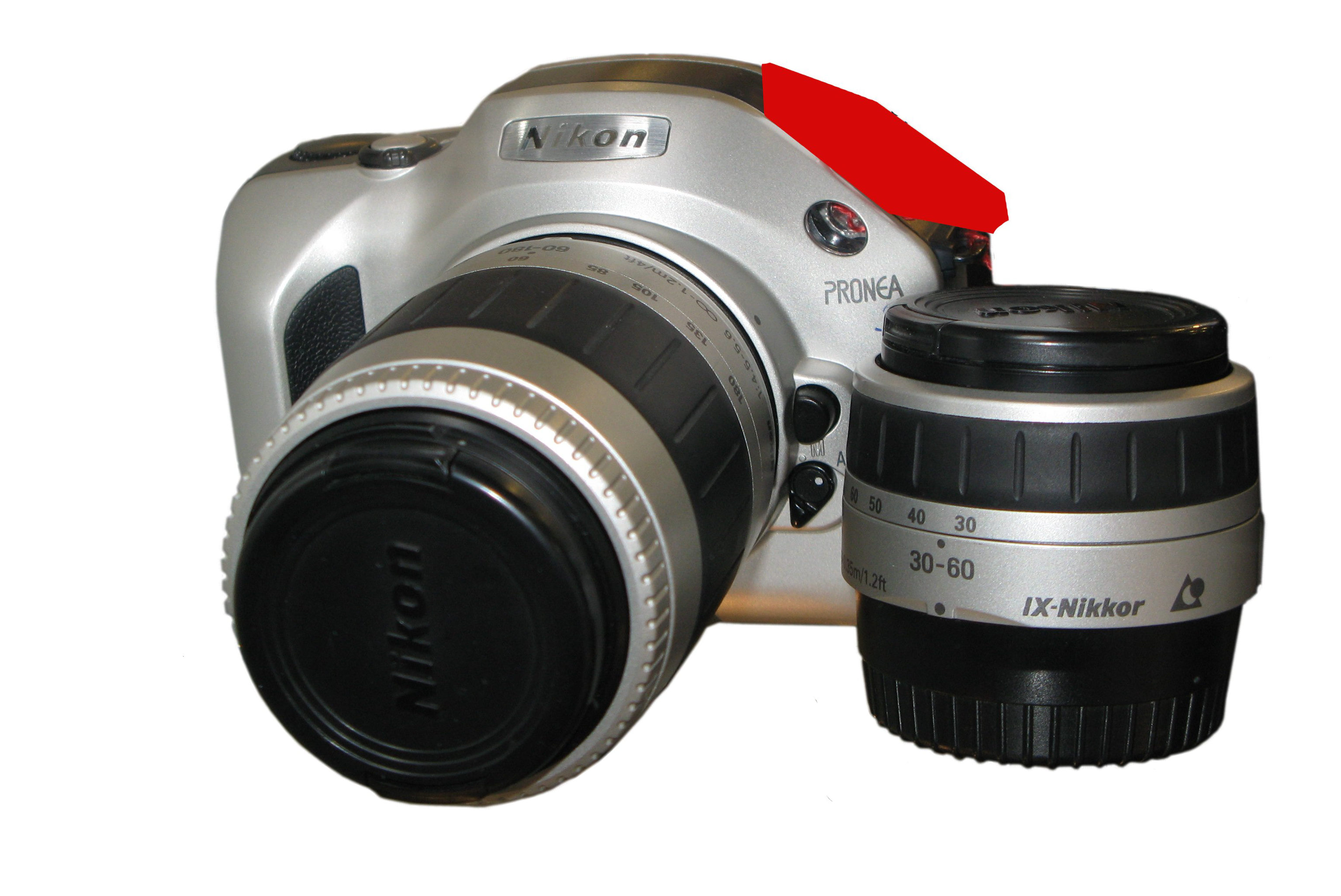
Nikon Pronea S

У 1948 році відбувається реліз першої фотокамери, що вийшла під брендом Nikon. Це Nikon 1.
У квітні 1959 року компанія випустила першу професійну дзеркальну фотокамеру, яка визначила стандарти вибору професіоналів на багато десятиліть вперед.
Об'єктиви Nikon були популяризовані американським фотожурналістом Дугласом Девідом Данканом, котрий користувався ними під час війни у Кореї. Він встановлював об'єктиви Nikon на свої далекобійні камери Leica і одержував висококонтрастні негативи з надзвичайно-високою чіткістю у центрі кадру.
Окрім камер корпорація Nikon знана у світі як лідер з розробки і виробництва відповідального високоточного обладнання для фотолітографії. У 1980 році, в Японії був випущений перший степер, NSR-1010G. З того часу Nikon випустив понад 50 моделей степерів і сканерів для напівпровідникової галузі, щоб забезпечити виробництво напівпровідникових елементів і дисплеїв на рідкокристалічній основі.
У 1982 році було відкрито відділення корпорації у Сполучених Штатах, котре займалося продажем і сервісним обслуговуванням обладнання для напівпровідникової промисловості Nikon Precision Inc. (NPI). Одразу після відкриття NPI почало розвиватись надзвичайно швидкими темпами і сьогодні це лідер серед підприємств, які займаються продажем і обслуговуванням високоточного обладнання для фотолітографії.
На початку XXI століття на ринку фотокамер звиклий до лідерських позицій Nikon трохи відстає за продажем від свого основного конкурента — компанії Canon, яка перша запропонувала такі інновації, як стабілізатор зображення та п'єзо-електричне (із використанням ультра-звукового мотора) фокусування. Ці технології були запатентовані компанією Canon з правом монопольного їх використання протягом 8 років у галузі, тож фірма Nikon унаслідок патентних обмежень не мала можливості використовувати свої власні аналогічні розробки протягом цього часу.
Сьогодні на підприємствах Nikon працює близько 17 000 працівників у всьому світі.
У січні 2006-го компанія Nikon анонсувала припинення виробництва плівкових фотокамер і широкого спектра об'єктивів для них для того, щоб зосередитись на розробці цифрових моделей.
Nikon здійснює підтримку компаній Nikon Group

## Акціонери
Nikon зареєстровано на Токійській фондовій біржі під номером 7731.
(Стан на вересень 2004)
- Банк Японії Master Trust, Ltd. (8,5 %)
- Страхова компанія Мейжи Ясуда (Meiji Yasuda) (5,6 %)
- Банк Токіо-Мітсубіши, Ltd. (3,3 %)
- Банк Японії Trustee Services, Ltd. (2,9 %)
- Страхова компанія Tokio Marine & Nichido Fire, Ltd. (2,7 %)
- Банк State Street and Trust Company (2,7 %)
- Корпорація The Mitsubishi Trust and Banking (2,5 %)
- Страхова компанія Nippon Life Insurance (2,4 %)
- Банк The Joyo, Ltd. (1,8 %)
- JP Morgan Chase Oppenheimer Funds (1,7 %)

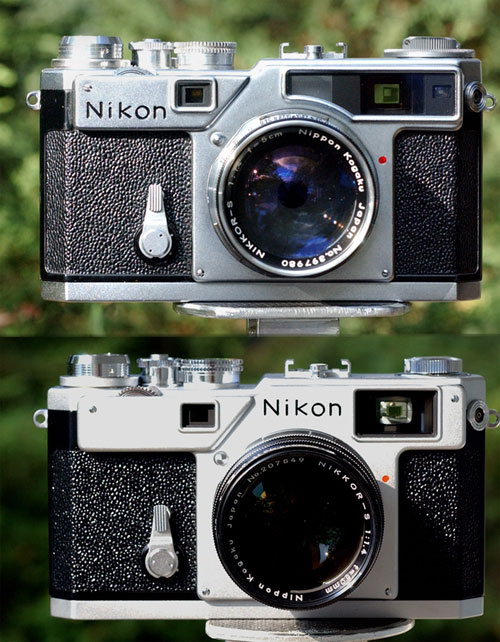
Nikon SP (верхня) та S3 (нижня) дальномірні фотокамери

## Камери

### SLR-камери з плівкою 35 мм і ручним фокусуванням
- Nikon F серія (презентовано у Німеччині як Nikkor)
- Nikkorex серія
- Nikkormat FT серія (у Японії знана як Nikomat)
- Nikon F2 серія
- Nikkormat EL серія (у Японії знана як Nikomat)
- Nikon F3 серія
- Nikon FE2
- Nikon FE10
- Nikon FM10
- Nikon EL2
- Nikon FA
- Nikon FE
- Nikon FG
- Nikon FG20
- Nikon FM
- Nikon FM2 серія
- Nikon FM3A
- Nikon EM
- Nikon F301 (у Північній Америці знана як N2000)
- Nikon F601m (у Північній Америці знана як N6000)

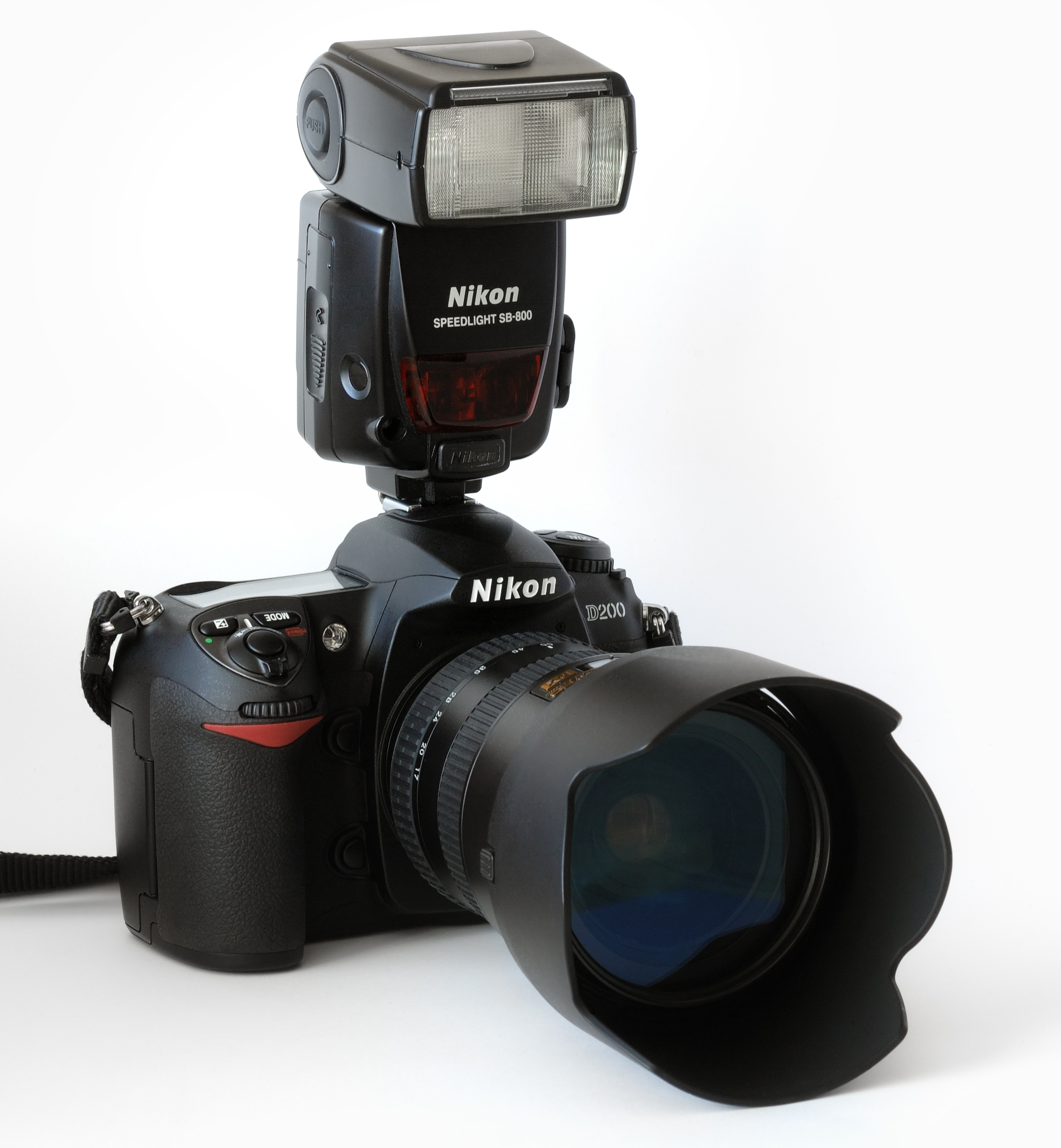
Nikon D200 з об'єктивом і спалахом Nikon

### SLR-камери з плівкоюAPS
- Nikon Pronea 600i також відомі як Pronea 6i (1996)
- Nikon Pronea S (1997)

### SLR-камери з 35 мм плівкою і автофокусом
- Nikon F100
- Nikon F3AF (модифікований корпус F3 з видошукачем DX-1)
- Nikon F4
- Nikon F401 (також знана як N4004)
- Nikon F401S (також знана як N4004s)
- Nikon F401X (також знана як N5005)
- Nikon F5
- Nikon F50 (також знана як N50)
- Nikon F501 (також знана як N2020)
- Nikon F55 (також знана як N55)
- Nikon F6
- Nikon F60 (також знана як N60)
- Nikon F601 (також знана як N6006)
- Nikon F65 (також знана як N65)
- Nikon F70 (також знана як N70)
- Nikon F75 (також знана як N75)
- Nikon F80 (також знана як N80)
- Nikon F801 (також знана як N8008)
- Nikon F801S (також знана як N8008s)

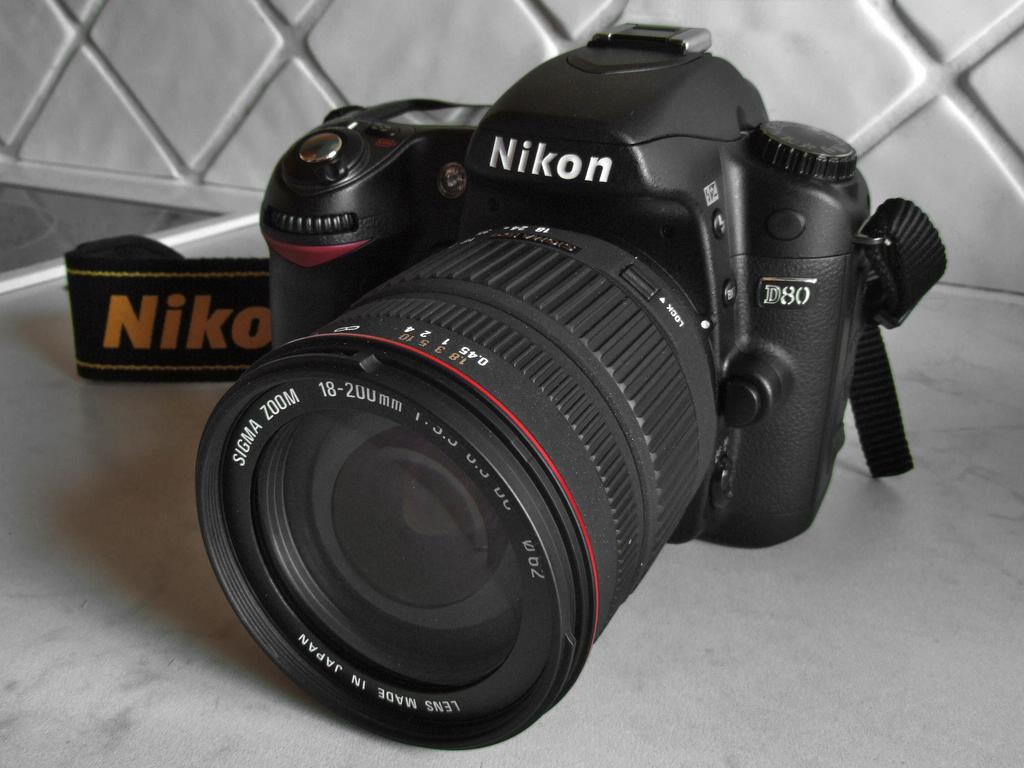
Nikon D80 з об'єктивом Sigma 18-200

- Nikon F90 (також знана як N90)
- Nikon F90x (також знана як N90s)

### Дальномірні фотокамери
- Nikon I (1948)
- Nikon M (1949)  [Архівовано 14 січня 2010 у Wayback Machine.]
- Nikon S (1951  [Архівовано 14 січня 2010 у Wayback Machine.]
- Nikon S2 (1954)  [Архівовано 6 березня 2008 у Wayback Machine.]
- Nikon SP (1957)  [Архівовано 31 січня 2010 у Wayback Machine.]
- Nikon S3 (1958)  [Архівовано 11 червня 2008 у Wayback Machine.]
- Nikon S4 (1959)  [Архівовано 31 січня 2010 у Wayback Machine.]
- Nikon S3M (1960)  [Архівовано 13 січня 2010 у Wayback Machine.]
- Nikon S3 2000 (2000)  [Архівовано 9 травня 2008 у Wayback Machine.]
- Nikonos лінійка фотокамер для підводної зйомки

### Компактні цифрові фотокамери

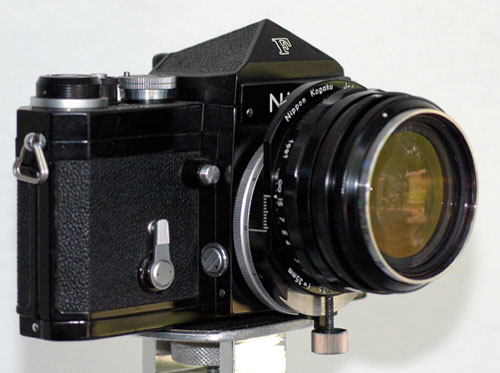
Перший у світі PC-об'єктив (об'єктив із корекцією перспективи) 35 мм формату: 1961 35 мм PC-Nikkor

- Серія Nikon Coolpix

### Цифрові дзеркальні фотокамери
Вищого рівня
- Nikon D1, 15 червня 1999
- Nikon D1H, 5 лютого 2001
- Nikon D1X, 5 лютого 2001
- Nikon D2H, 22 липня 2003
- Nikon D2X, 16 вересня 2004
- Nikon D2Hs, 16 лютого 2005
- Nikon D2Xs, 1 червня 2006
- Nikon D3, 23 серпня 2007
- Nikon D3x 2008
- Nikon D3s 2009

Професійні
- Nikon D100, 21 лютого 2002
- Nikon D200, 1 листопада 2005
- Nikon D300, 23 серпня 2007[1]
- Nikon D300s, 2009

Аматорські
- Nikon D70, 28 січня 2004
- Nikon D70s, 20 квітня 2005
- Nikon D80, 9 серпня 2006
- Nikon D90, 2009
- Nikon D3000, 2009
- Nikon D5000, 2009
- Nikon D7000, вересень 2010

Початкового рівня
- Nikon D50, 20 квітня 2005
- Nikon D40, 16 листопада 2006
- Nikon D40x, 6 березня 2007
- Nikon D60, 29 січня 2008

### Цифрові бездзеркальні фотокамери
Nikon 1
Перші бездзеркальні камери, з розміом сенсора 13,2 × 8,8 мм (кроп-фактор: 2,7). Вироблялись з 2011 по 2018 рік.
Початковий сегмент S
- Nikon S1
- Nikon S2 (14.05.2014)

Аматорський сегмент J:
- Nikon 1 J1 (21.09.2011)
- Nikon J2
- Nikon J3
- Nikon J4 (10.04.2014)
- Nikon J5

Покращений сегмент V:
- Nikon V1 (21.09.2011)
- Nikon V2 (24.10.2012)
- Nikon V3 (13.03.2014)

Камери з покращенною пиле- та волого- защитою AW:
- Nikon 1 AW1 (19.09.2013)

Nikon Z
Повнокадрова бездзеркальна система анонсована у 2018 році. Використовує новий байонет Nikon Z, частково сумістний з Nikon F через перехідник (не працює автофокусування для об'єктивів без вбудованного мотора). У 2019 було анонсовано першу камеру з APS-C сенсором та байонетом Nikon Z. На цей час лінійка нараховує наступні моделі:
Повнокадрові Nikon FX
- Nikon Z6 (анонсований 23.08.2018)
- Nikon Z7 (анонсований 23.08.2018)
- Nikon Z5 (анонсований 21.07.2020)
- Nikon Z6 II (анонсований 14.10.2020)
- Nikon Z7 II (анонсований 14.10.2020)
- Nikon Z9 (анонсований 28.10.2021)

APS-C (Nikon DX)
- Nikon Z50 (анонсований 10.10.2019)
- Nikon Zfc (анонсований 29.06.2021)
- Nikon Z30 (анонсований 29.06.2022)

Як RAW формат у камерах Nikon використовується власний NEF формат. Префікс «DSCN» у назвах файлів фотографій означає «Digital Still Camera — Nikon» («Цифрова фотокамера — Nikon»).
Компанія Nikon розробила власні сенсори для своїх фотокамер професійної серії D (за винятком D2X та D300, котрі використовують сенсори на основі КМОН виробництва Sony); основна частина DSLR-камер обладнана сенсорами виробництва Sony. Починаючи з D3 та D300, у професійній лінійці фотокамер замість сенсорів на основі ПЗЗ Nikon використовувє сенсори на основі КМОН через менше споживання ними енергії.

## Оптика

### Об'єктиви для 35мм і цифрових SLR-камер
- Nikon F

### Спортивна оптика

##### Біноклі
- Sprint IV
- Sportstar IV
- Travelite v
- Mikron
- Action VII
- Action VII Zoom
- Sporter I
- Venturer 8/10x32
- Venturer 8x42
- Roof Prism
- Monarch
- Action EX
- StabilEyes
- Superior E
- Marine

##### Портативні телескопи
- Spotter XL II WP
- Spotting Scopr R/A II
- Spotting Scope 80
- Field Scope III
- Field Scope ED 82

### Інші об'єктиви

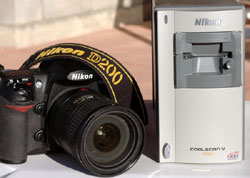
Праворуч: Coolscan V ED виробництва Nikon

- Дивіться Nikkor

## Електронні спалахи
Nikon використовує термін Speedlight для електронних спалахів власного виробництва.

## Сканери плівки
- Coolscan 2000 (35 мм),
- Coolscan IV ED (35 мм),
- Coolscan 4000 ED (35 мм),
- Coolscan 8000 (35 мм і середнього формату),
- Coolscan V ED (35 мм),
- Super Coolscan 5000 ED (35 мм),
- Super Coolscan 9000 ED (35 мм і середнього формату)

## Зовнішні посилання
- Nikon Corp. website [Архівовано 10 травня 2005 у Wayback Machine.]
- Yahoo! — Nikon Corporation Company Profile [Архівовано 10 травня 2008 у Wayback Machine.]
- Nikon Lens specifications table [Архівовано 21 квітня 2008 у Wayback Machine.]